# Quartier des boutiques de luxe de Rome
Pour les articles homonymes, voir Luxe (homonymie) et Rome (homonymie).
Le quartier des boutiques de luxe de Rome est un ensemble de places et de rues commerçantes piétonnes touristiques, consacré à la mode de luxe, du centre historique de Rome en Italie, étendu sur les piazza di Spagna, via Condotti, via del Corso, via Borgognona, via Frattina, et via del Babuino...

## Historique
Cette zone commerçante construite avec de nombreuses églises, palais italiens, monuments, hôtels, et cafés-restaurants (dont l'Antico Caffè Greco) est consacrée aux boutiques de luxe, de mode prêt-à-porter, de haute couture française, et de joaillerie, dont Versace, Gucci, Fendi, Valentino, Bulgari, Giorgio Armani, Dolce & Gabbana, Borsalino... et française dont Yves Saint Laurent, Dior, Chanel, Louis Vuitton, Hermès, Cartier, Christofle...

Quelques boutiques
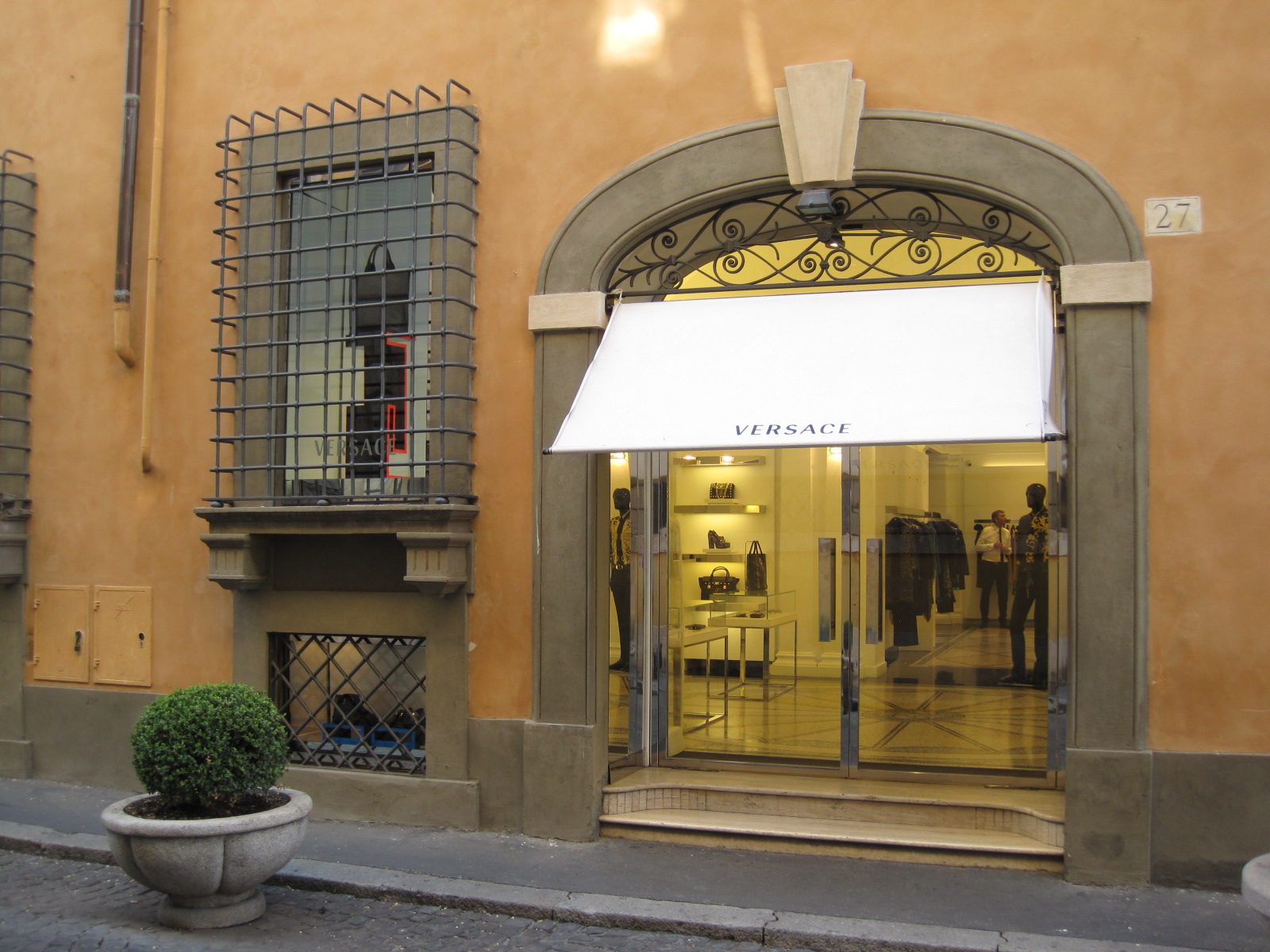
Versace
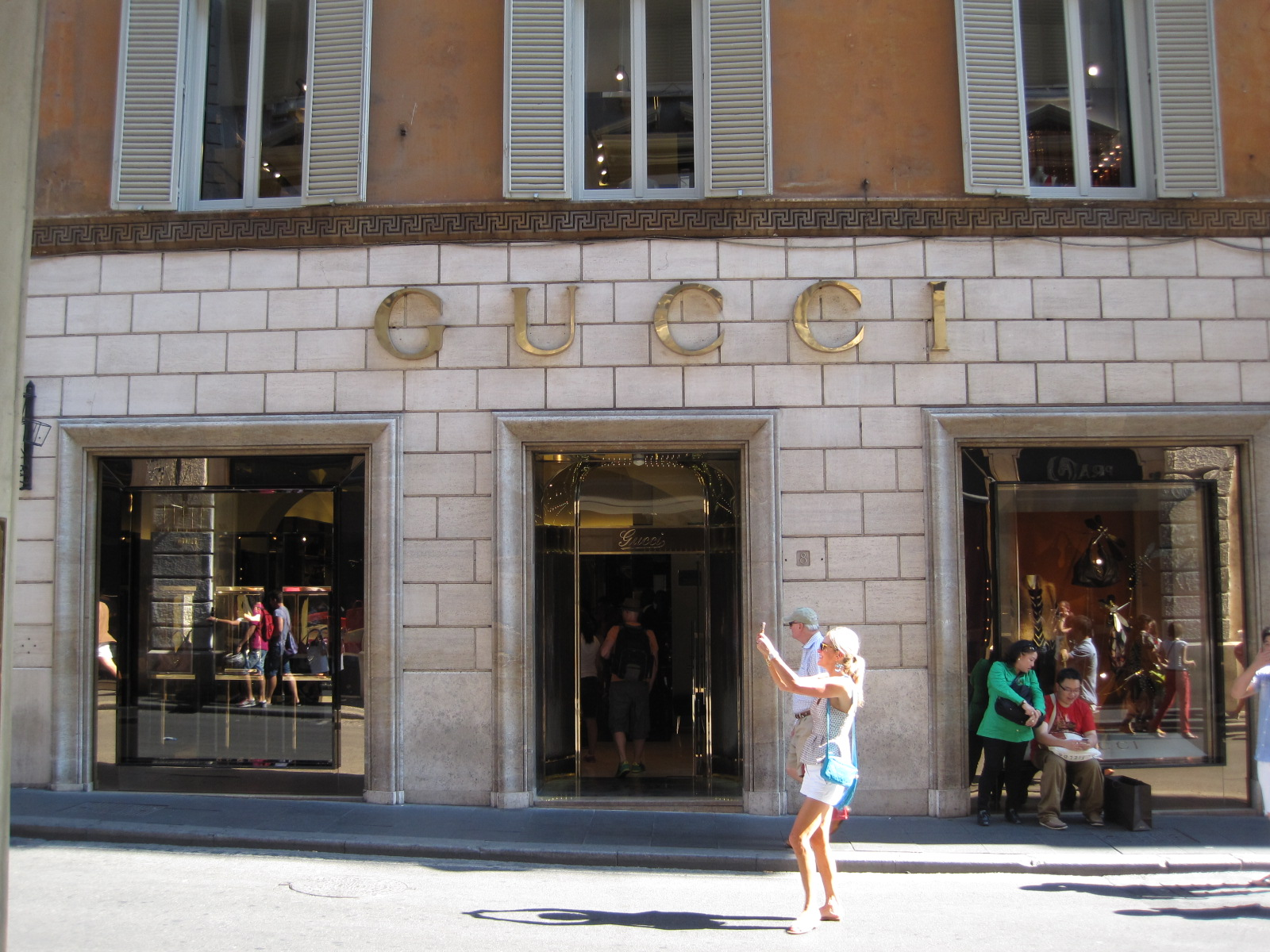
Gucci
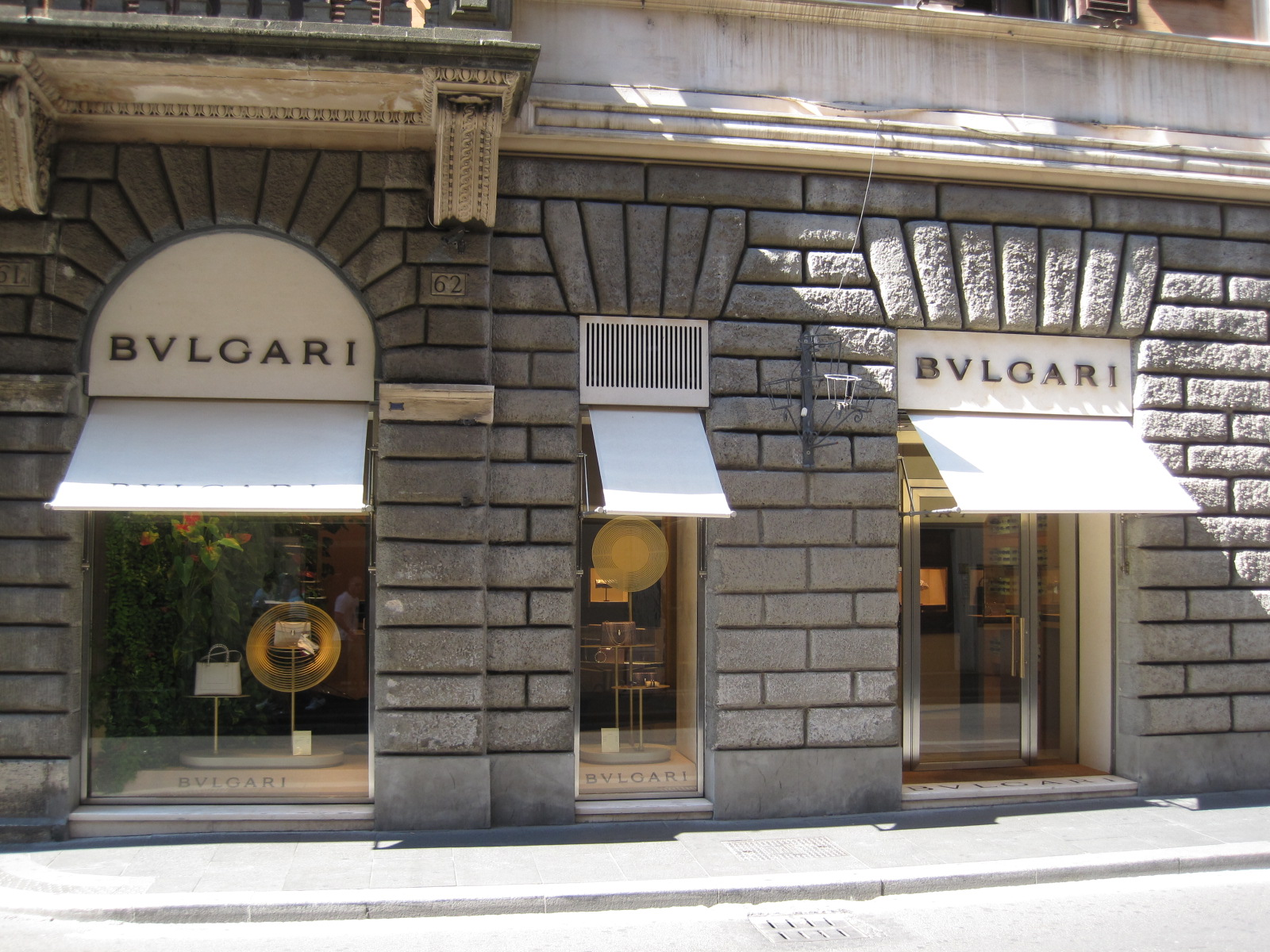
Bulgari
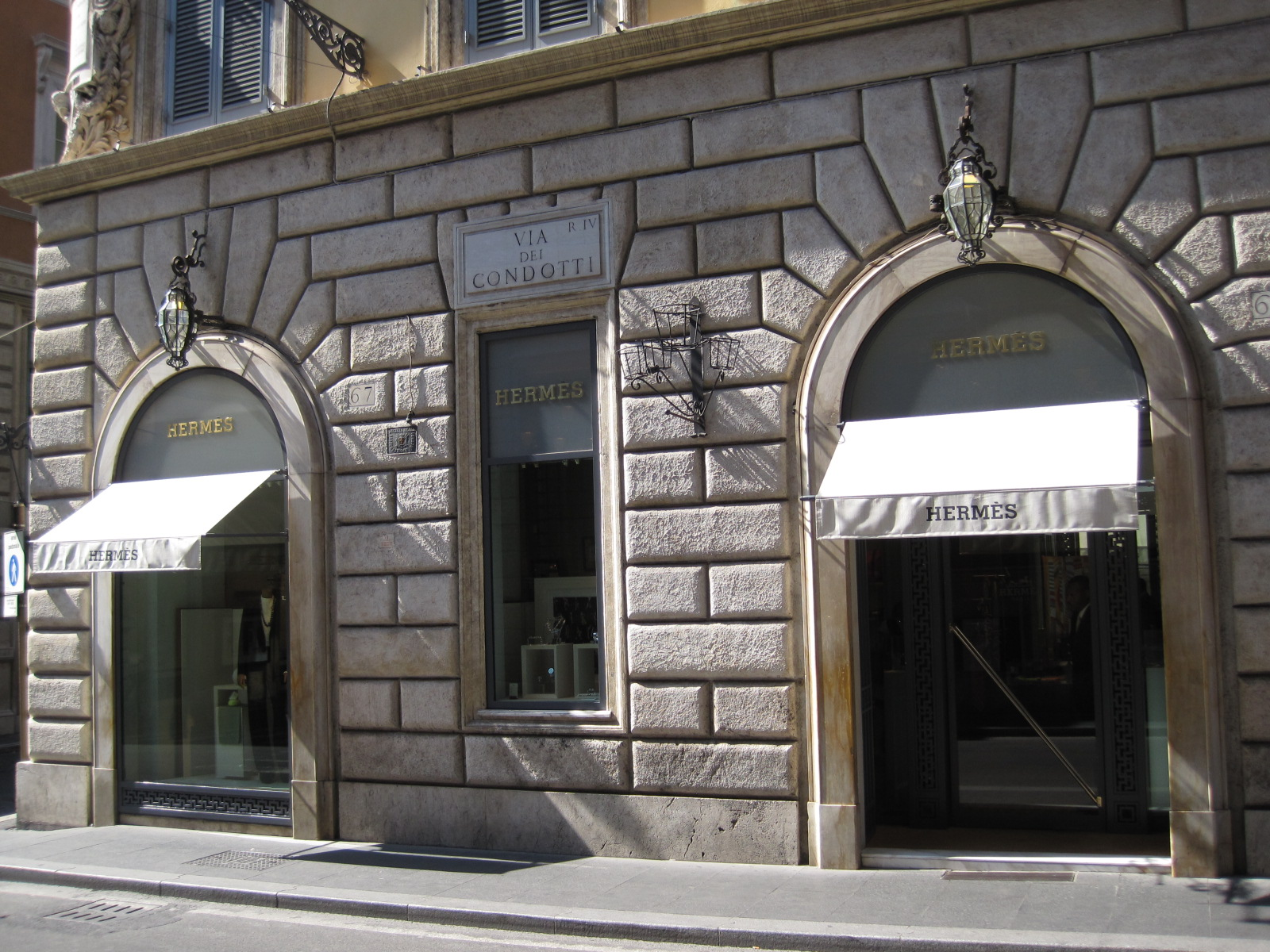
Hermès

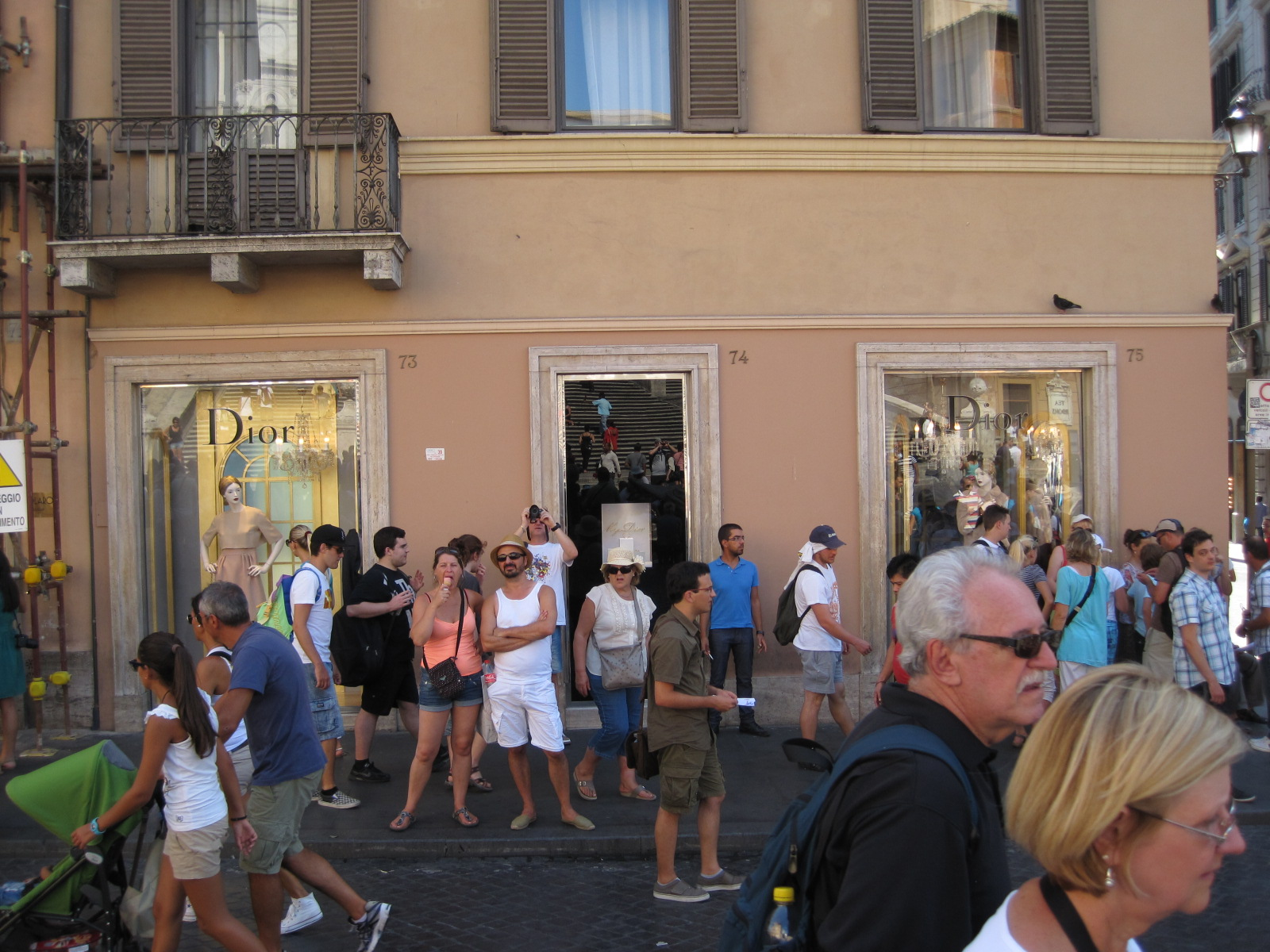
Dior
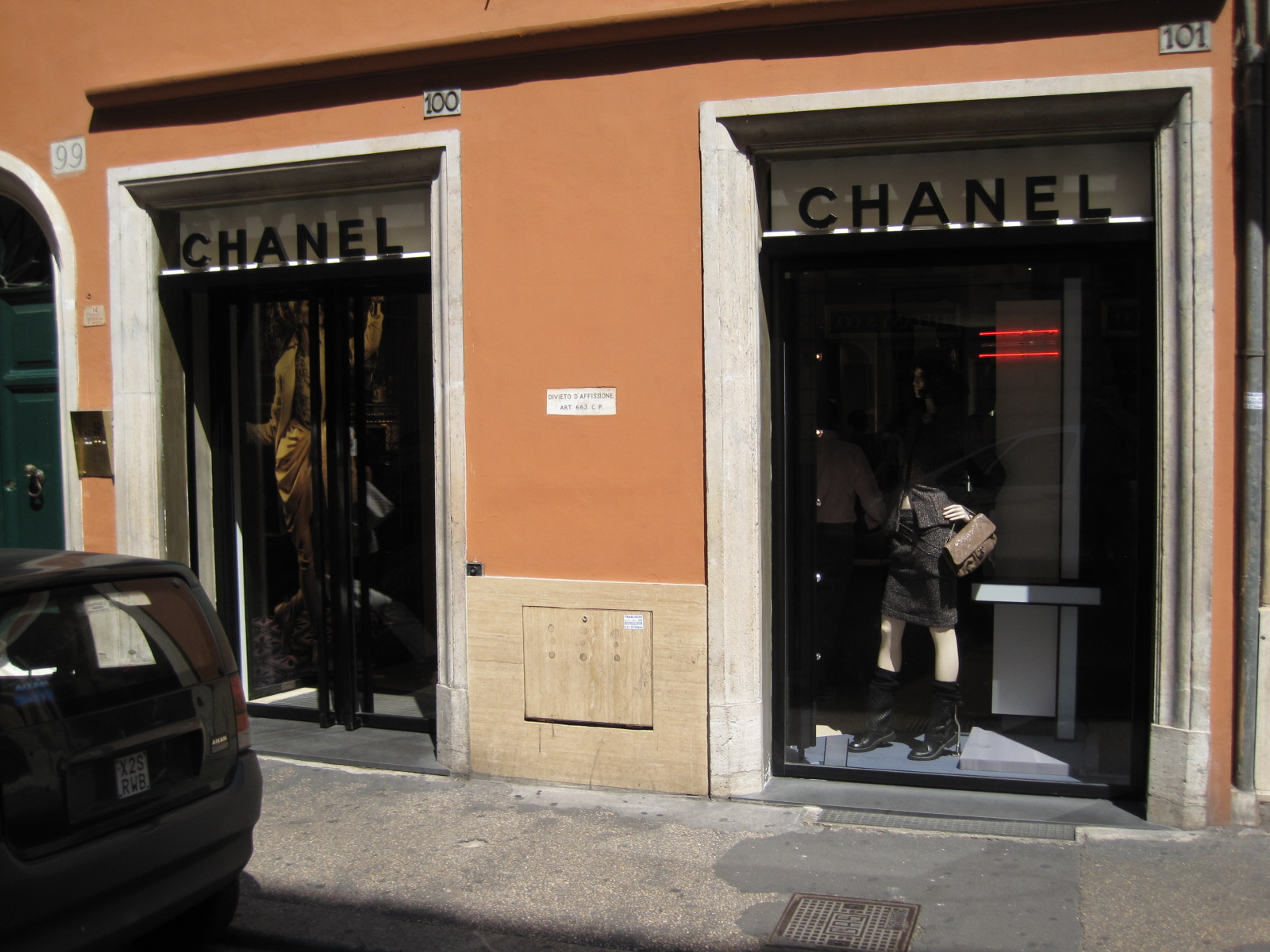
Chanel
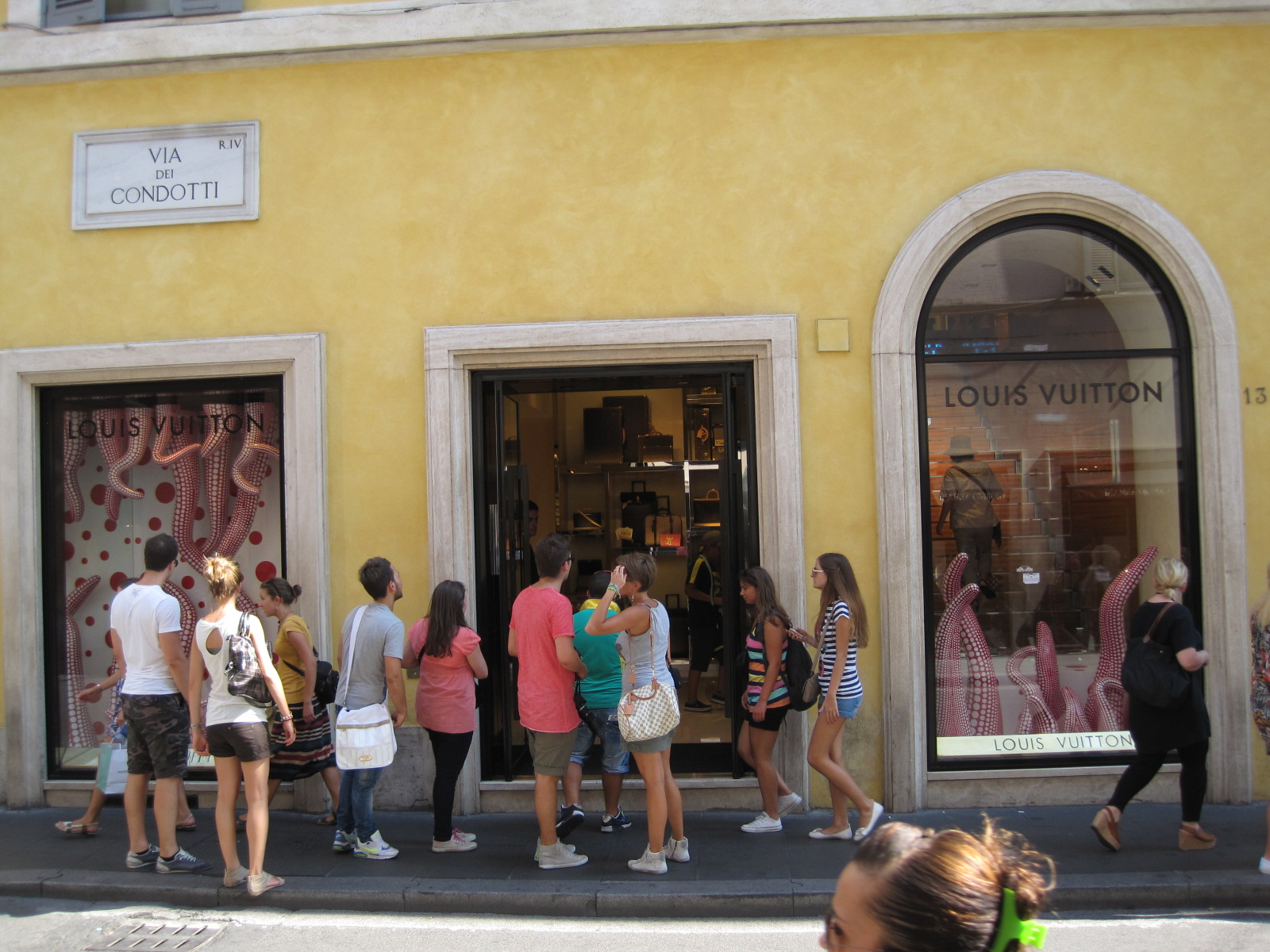
Louis Vuitton
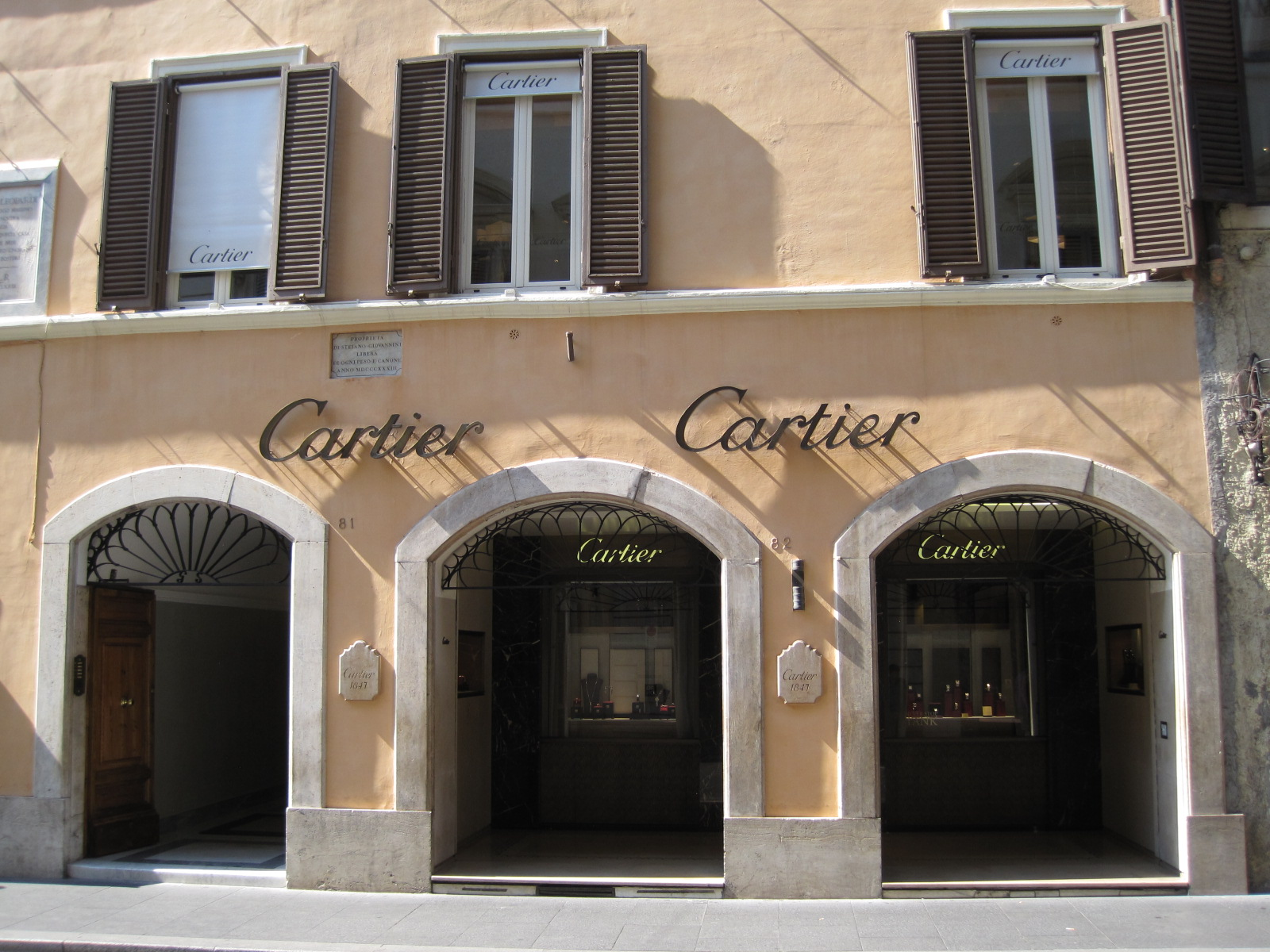
Cartier